# Physaraceae
Famille
Les Physaraceae sont une famille de Mycétozoaires (anciennement les Myxomycètes) de l’ordre des Physarales. Le genre type de cette famille est Physarum dont le représentant le plus célèbre est Physarum polycephalum, le Blob. Un autre représentant assez connu et très courant de cette famille est Fuligo septica, la Fleur de tan.
Les fructifications des Physaraceae sont caractérisées par un peridium (paroi qui enferme les spores chez les myxomycètes endospores) généralement composé de calcaire et des masse de spores de couleur sombre.  Leur capillitium (réseau de fils entremêlés avec les spores au sein du corps fructifère) est généralement composé de nœuds calcaires reliés par un fin réseau hyalin (forme physaroïde), ou par des tubes calcaires et des nœuds épaissis (forme badhamioïde).
Physarum, de loin le plus grand genre des Myxomycètes, présente un large éventail de formes, et de nombreuses tentatives ont été faites pour le diviser en genres plus petits, mais aucune de ces propositions n'a fait consensus. 
La famille des Fuliginaceae Link, 1826, avec le genre Fuligo pour genre type, est un synonyme qui fut longtemps utilisé pour désigner la famille des Physaraceae. Il est aujourd'hui caduc, le nom Physaraceae ayant été conservé. 

## Liste des genres
Selon MycoBank (17 septembre 2020) :
- genre Badhamia
- genre Badhamiopsis
- genre Crateriella
- genre Craterium
- genre Dichosporium
- genre Erionema
- genre Fuligo
- genre Leocarpus
- genre Physarella
- genre Physarum
- genre Protophysarum
- genre Willkommlangea

Quelques représentants de la famille des Physaraceae
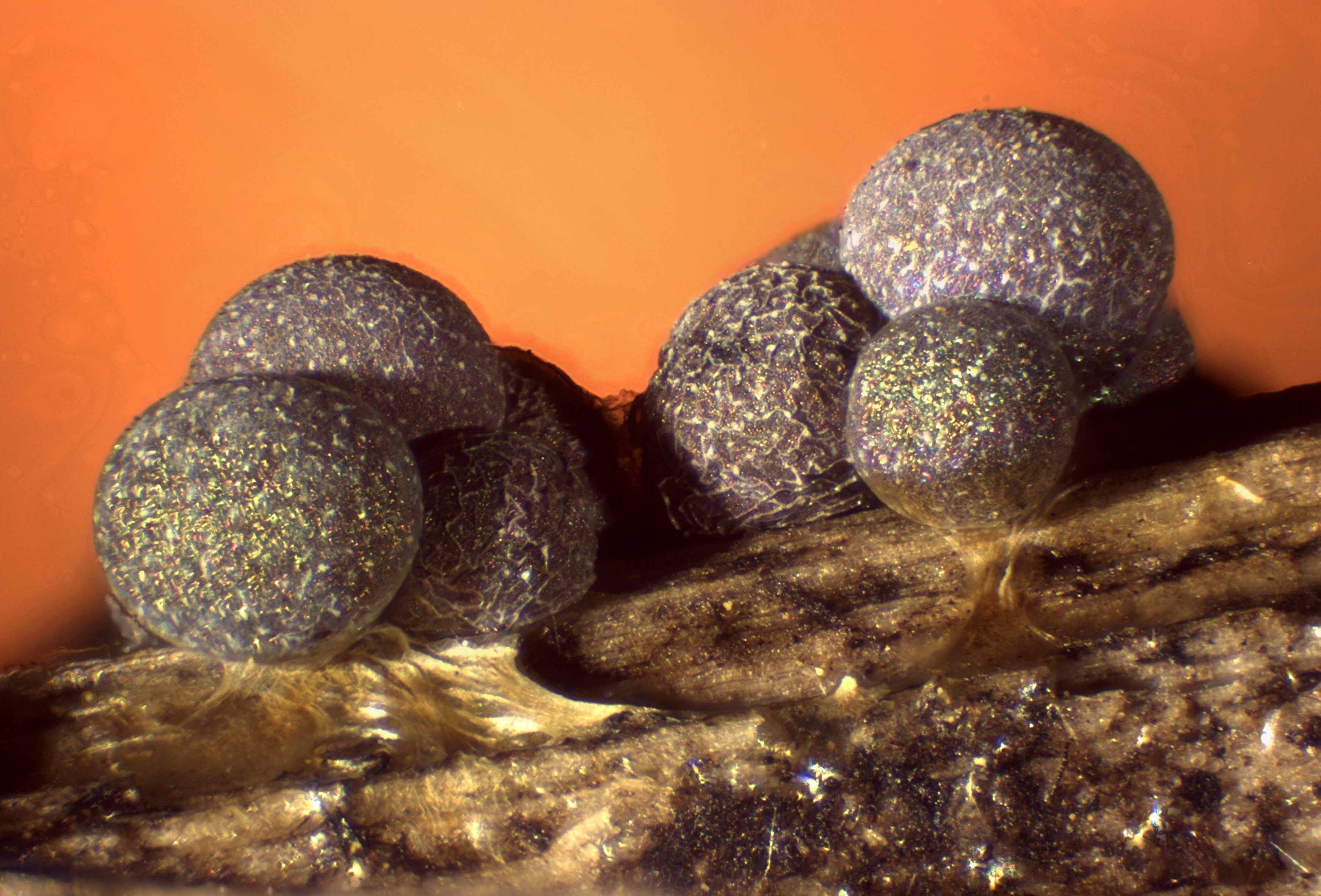
Badhamia foliicola
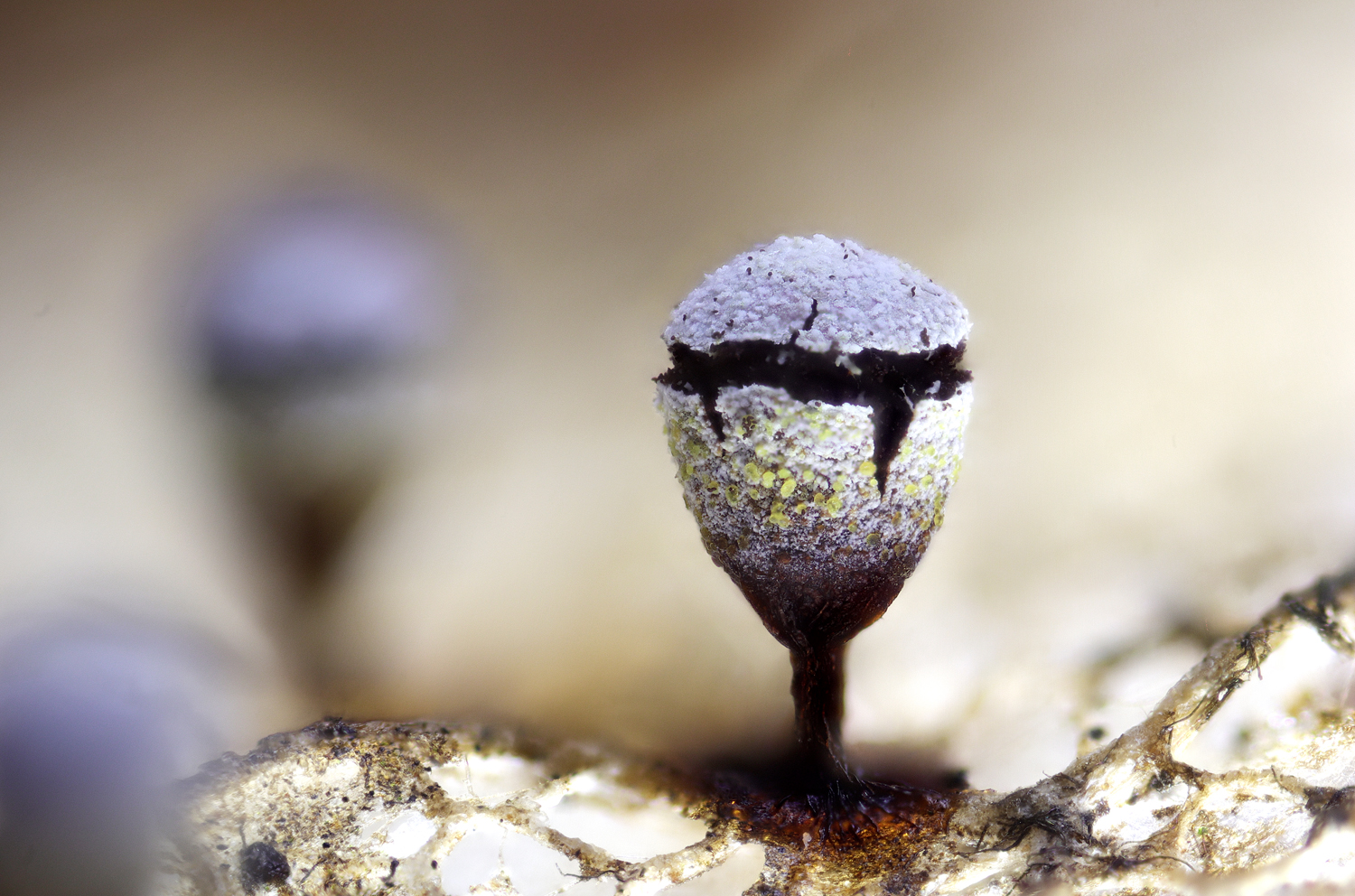
Craterium leucocephalum
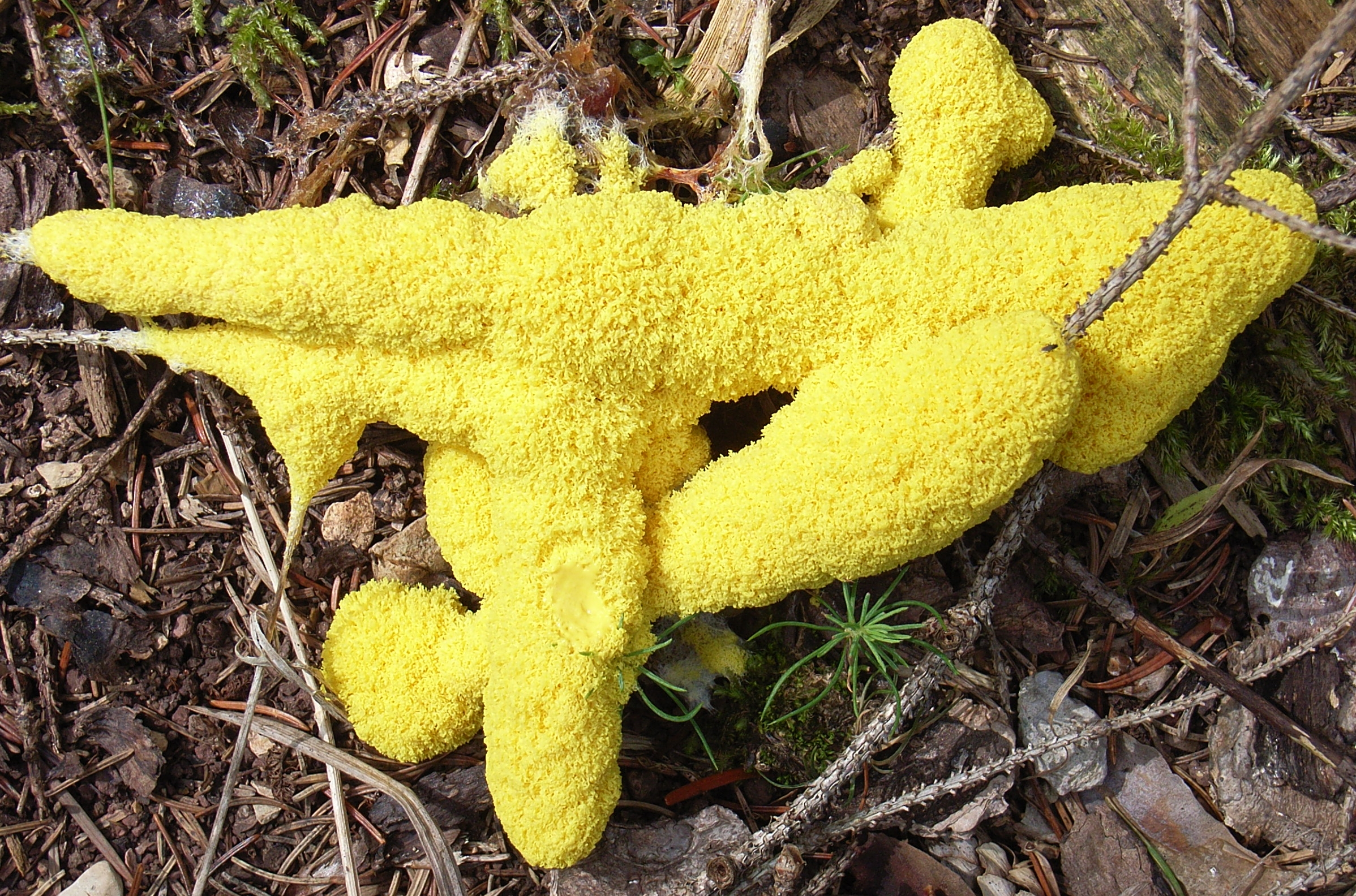
Fuligo septica, la Fleur de tan
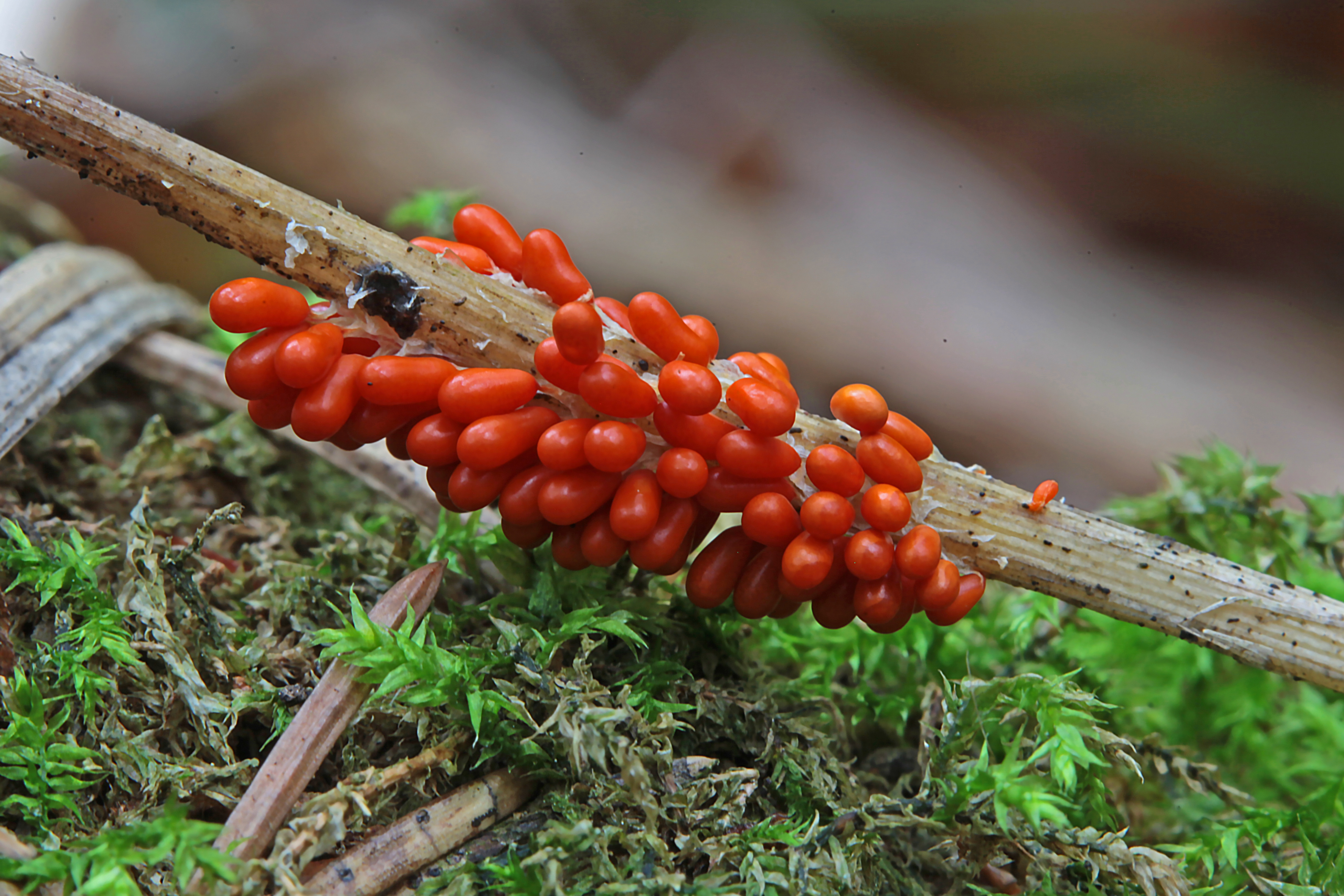
Leocarpus fragilis
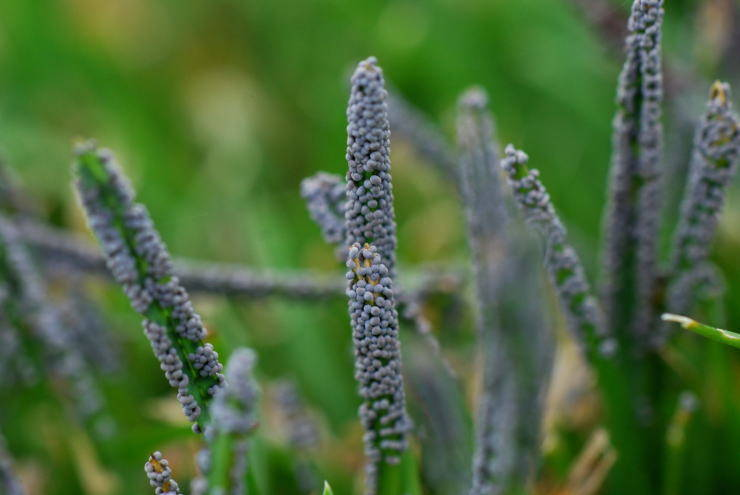
Physarum cinereum
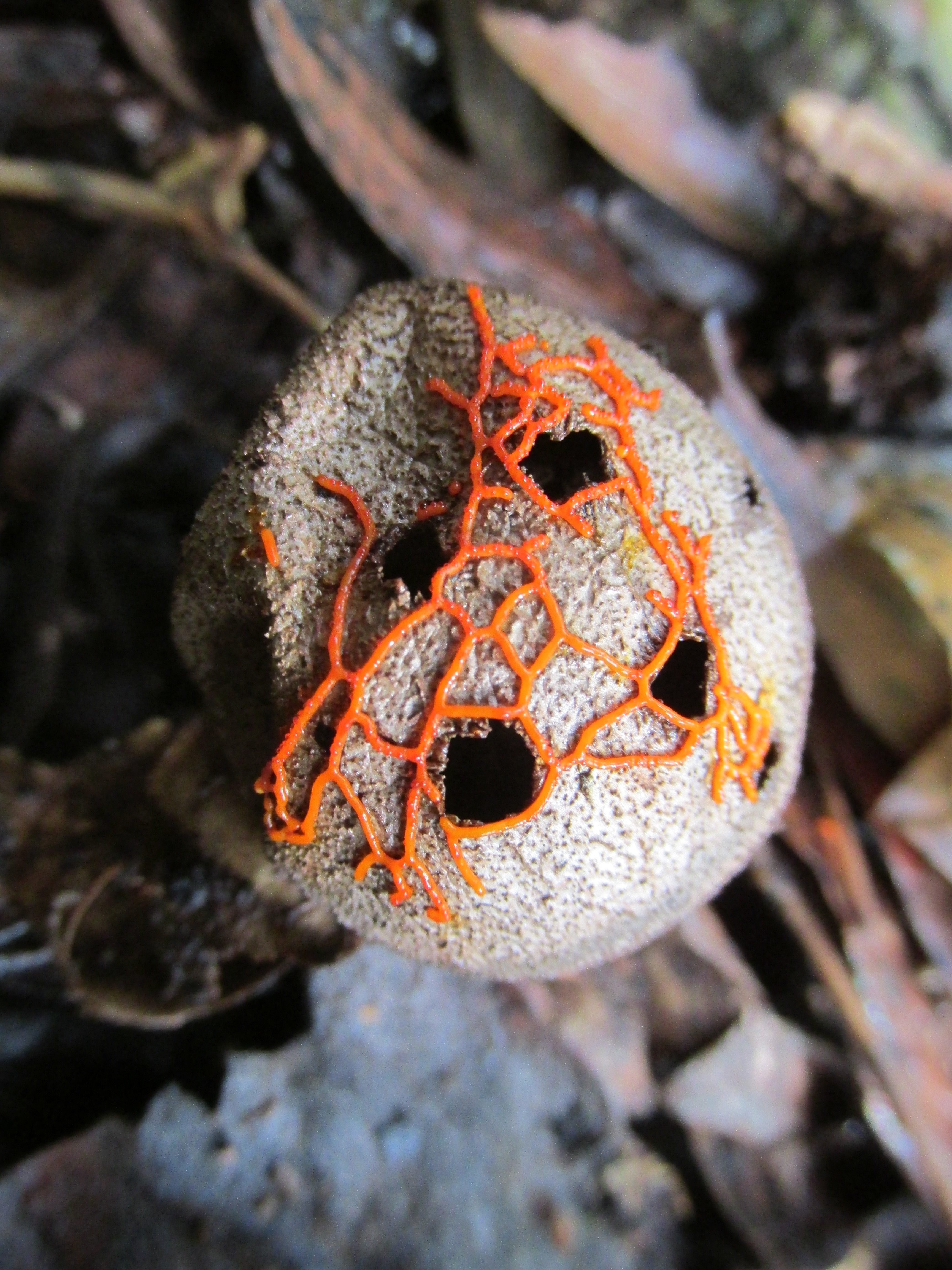
Willkommlangea reticulata